# Chen (rod)
Husa (Chen) byl rod hus (Anserinae) nyní řazený do rodu Anser, pro který je subjektivním synonymem. Druhy bývají označovány také jako „bílé husy“ (anglicky white geese).

## Druhy
| český název   | vědecký název                     | synonyma                                                     |
| ------------- | --------------------------------- | ------------------------------------------------------------ |
| husa císařská | Anser canagicus Sevastianov, 1802 | Chen canagica Sevastianov, 1802                              |
| husa sněžní   | Anser caerulescens Linnaeus, 1758 | Chen caerulescens Linnaeus, 1758 Chen hyperborea Pallas 1769 |
| husa bělostná | Anser rossii Cassin, 1861         | Chen rossii Cassin, 1861                                     |
|               | Anser pressus Wetmore, 1933 †     | Chen pressa                                                  |